# 13745 Mikecosta
13745 Mikecosta (1998 SL42) là một tiểu hành tinh vành đai chính được phát hiện ngày 28 tháng 9 năm 1998 bởi Spacewatch ở Kitt Peak.